# Агра (округ)
Агра (англ. Agra) — округ в индийском штате Уттар-Прадеш. Расположен на востоке штата. Административный центр и крупнейший город округа — Агра. Согласно всеиндийской переписи 2001 года население округа составляло 3 620 436 человек. Уровень грамотности взрослого населения составлял 62,60 %, что немного выше среднеиндийского уровня (59,5 %). На территории округа расположены такие популярные туристические места, как Тадж-Махал и Фатехпур-Сикри.

## География
Район Агра ограничен районом Матхура на севере, районом Дхолпур штата Раджастхан на юге, районом Фирозабад на востоке и районом Бхаратпур штата Раджастхан на западе. Площадь округа составляет 4 027 км².

## Языки
Во время переписи населения Индии в 2011 году 98,75% населения округа говорили на хинди, а 0,77% на урду в качестве первого языка.